# آندرونیکوس سوم ترابوزان
آندرونیکوس سوم با عنوان کامل آندرونیکوس سوم مگا کومننوس (به یونانی: Ανδρόνικος Γ΄ Μέγας Κομνηνός) (زادهٔ پیرامون ۱۳۱۰ — درگذشتهٔ ۱۳۳۲) امپراتور ترابوزان از ۱۳۳۰ تا ۱۳۳۲ بود. او پسر بزرگ آلکسیوس دوم، امپراتور ترابوزان از همسر ایبریاییش جیجک جاقلی بود که پس از او بر تخت امپراتوری نشست.
از نخستین اقدامات آندرونیکوس سوم پس از رسیدن به سلطنت، کشتن دو برادر کوچکترش ژرژ آزاخوتلو و میخائیل آخپوگاس بود. باسیل کومننوس، دیگر برادر آندرونیکوس بود که موفق شد به قسطنطنیه بگریزد. آندرونیکوس پس از ۲۰ ماه حکومت در ۱۳۳۲ درگذشت و پسر خردسال و احتمالاً نامشروعش با عنوان مانوئل دوم جانشین او شد. با این حال جنایات آندرونیکوس باعث ایجاد دودستگی در میان مردم ترابوزان شده بود و احتمال وقوع جنگی داخلی می‌رفت. جزئیات دیگری در رابطه با دوران حکومت آندرونیکوس سوم در دست نیست.